# Пон-Сен-Мар
Пон-Сен-Мар (фр. Pont-Saint-Mard) — коммуна во Франции, находится в регионе Пикардия. Департамент коммуны — Эна. Входит в состав кантона Вик-сюр-Эн. Округ коммуны — Лан.
Код INSEE коммуны — 02616.

## Население
Население коммуны на 2010 год составляло 185 человек.
| 1962 | 1968 | 1975 | 1982 | 1990 | 1999 | 2010 |
| ---- | ---- | ---- | ---- | ---- | ---- | ---- |
| 257  | 235  | 220  | 201  | 195  | 179  | 185  |

## Экономика
В 2010 году среди 130 человек трудоспособного возраста (15—64 лет) 91 были экономически активными, 39 — неактивными (показатель активности — 70,0 %, в 1999 году было 67,6 %). Из 91 активных жителей работали 82 человека (45 мужчин и 37 женщин), безработных было 9 (6 мужчин и 3 женщины). Среди 39 неактивных 12 человек были учениками или студентами, 14 — пенсионерами, 13 были неактивными по другим причинам.